# Vetericaris chaceorum
Vetericaris chaceorum är en kräftdjursart som beskrevs av Brian Frederick Kensley och D. Williams 1986. Vetericaris chaceorum ingår i släktet Vetericaris och familjen Procarididae. Inga underarter finns listade i Catalogue of Life.